# Dusicyon avus
Dusicyon avus — південноамериканський вимерлий вид хижих ссавців родини Псові (Canidae). Цей вид є сестринським таксоном також вимерлого Dusicyon australis, дві родоводи були розділені лише близько 16 тисяч років тому.

## Поширення, історія опису
Dusicyon avus був поширеним у пізньому плейстоцені на півдні Бразилії, на територіях сучасних Уругваю та Аргентини і в південній частині Чилі й вимер близько 1600 років тому, однак існує можливість, що він вимер 500–300 років тому. Вид має багато скам'янілостей, у декількох місцях пізнього плейстоцену і кілька записів з голоцену (в південних частинах ареалу). Вид займав відносно відкриті місця проживання, такі як трав'яні і чагарникові степи, пампаси і Патагонський регіон.

## Вимирання

### Датування
Dusicyon avus, згідно з попередніми оцінками, вимер близько 1000 року до н. е.,

але, припускають, що він вимер ще за 500 - 300 років до н. е.

Недавні дослідження підтверджують більш пізні дати, з останньою датою появи в Пампському регіоні — 700 рік до н. е. і на півдні Патагонії — 400 рік до н. е..
.
Чарльз Дарвін у "Подорожі Бігля" стверджував, що "індіанці, які відвідували ці острови (Фолклендські Острови), стверджують, що така тварина варра не зустрічається в жодній частині Південної Америки", що свідчить про те, що навряд чи вона була жива в той час. 
Можливо, але поки що не доведено, що деякі популяції D. avus могли зберегтися до часу контактів з європейцями. 
За сорок років до інтродукції південноамериканської сірої лисиці на Вогняну Землю існували етнографічні згадки про існування там двох видів лисиць. 
Близько 1900 року було зафіксовано, що корінні жителі Она розрізняли два різновиди лисиць, одна з яких виростала до незвичайних розмірів 
. 
Якщо "велика лисиця" була D. avus, це вказує на те, що вона дожила до XX століття, принаймні в цій місцевості 
. 
1871 року Джордж Мастерс написав опис зустрічі з лисицею в Патагонії, схожою на варру, що, можливо, і було описом цього виду
.

### Причини вимирання
Вимирання D. avus, на відміну від D. australis, є загадковим, оскільки немає зрозумілої причини, чому собака середнього розміру могла вимерти, особливо в такий пізній час після четвертинного вимирання. 
Немає переконливих доказів того, що причиною вимирання були кліматичні зміни, а також доказів того, що причиною була гібридизація зі свійськими собаками, оскільки морфологія черепа та ДНК є незмінними від пізнього плейстоцену до голоцену.

D. avus використовувався в ритуальних цілях тубільцями в пізньому голоцені, і, схоже, мав високу символічну цінність
,
а його рештки, зазвичай зуби, знаходять у багатьох археологічних стоянках. 

D. avus, попри свій широкий ареал, мав низьке генетичне різноманіття у досліджених зразках, що свідчить про можливу низьку чисельність популяції або проходження генетичного пляшкового горла перед вимиранням

Ймовірно, що причиною їх зникнення стало поєднання як кліматичних, так і антропогенних факторів
.